# Cratere Pouliuli
Pouliuli è un cratere sulla superficie di Rea.